# Richard Gilbert West
Pour les articles homonymes, voir Richard West et West.
Richard Gilbert West (31 mai 1926 - 30 décembre 2020 ) est un botaniste, géologue et paléontologue britannique. 

## Biographie
Il commence sa carrière à l'âge de 18 ans en 1944 lorsqu'il rejoint l'armée et passe du temps en Inde. De retour en Angleterre, il va au Clare College de Cambridge en 1948 en prenant la botanique et la géologie à la partie I. Bien qu'étant tenté de prendre la géologie pour la partie II, il décide d'étudier la botanique, pour laquelle il obtient les honneurs de première classe et la bourse Frank Smart. En tant qu'étudiant chercheur, il est supervisé par Harry Godwin, directeur du sous-département de recherche sur le Quaternaire et enquête sur l'étude désormais classique de la stratigraphie et de la palynologie des dépôts lacustres interglaciaires du Pléistocène moyen à Hoxne, Suffolk. Il obtient son doctorat en 1954, peu de temps après avoir été élu membre du Clare College de Cambridge. Il devient chargé de cours au Département de botanique en 1960, en 1966 il devient directeur du sous-département, et professeur de botanique en 1977. Il est élu membre de la Royal Society en 1968 et reçoit de nombreuses médailles et prix, dont les médailles Lyell et Bigsby de la Geological Society et la médaille Albrecht Penck de la Deutsche Quartärvereiningung. Il prend sa retraite en 1991.
Tout au long de sa carrière, il a un large intérêt pour la science quaternaire en général, et la géologie britannique du Quaternaire en particulier. Ses recherches sont principalement basées sur la compréhension de la paléobotanique et de la stratigraphie des périodes interglaciaires et climatiques froides, mais aussi de la sédimentation et de la périglaciation. En plus d'avoir inspiré trois générations d'étudiants chercheurs, il a publié de nombreuses critiques, plus de 120 articles et 9 livres.